# Wilfried Bony
Wilfried Guemiand Bony (Bingerville, 10 de dezembro de 1988) é um ex-futebolista marfinense que atuava como centroavante. Seu último clube foi Always Ready da Bolivia.

## Carreira
Iniciou sua carreira no Issia Wazi na Costa do Marfim, Bony mudou-se para o Sparta Praga em 2007, ajudando-os a conquistar o título da Liga Tcheca em 2009-10. Em janeiro de 2011, ele foi contratado pelo Vitesse, onde viveu seu momemto mais artilheiro, sendo o goleador maximo da Eredivisie em 2012-13, levando a uma transferência de £ 12 milhões para o Swansea City. 
Bony marcou 35 gols em 70 jogos pelos Swans e, em janeiro de 2015, ingressou no Manchester City em um acordo de £ 28 milhões. No entanto, Bony lutou por minutos em campo, e as lesões começaram a aparecer, atrapalhando seu fisico e futebol. Com a chegada de Pep Guardiola, foi emprestado ao Stoke City sem sucesso.
Bony retornou ao Swansea em 31 de agosto de 2017, como jogador livre, e após um empréstimo ao Al-Arabi, ele foi liberado pelo Swansea em maio de 2019 para sair em 30 de junho. Em 2020 ele assinou um contrato de um ano e meio com o Al-Ittihad, mas em um acordo mútuo com o clube ele saiu depois de jogar dez jogos nos dez meses com a equipe.
No dia 26 de janeiro de 2022, depois de ficar sem clube por mais de um ano, Bony retornou à Holanda para ingressar no NEC Nijmegen, clube da Eredivisie, com contrato até o final da temporada.  Ele fez apenas uma aparição como reserva, jogando os últimos 15 minutos e não esteve mais disponível devido a lesões na maioria dos jogos da liga.
Em 11 de fevereiro de 2023, Bony assinou com o Club Always Ready, clube boliviano da Primera Divisão do país, tornando-se o primeiro marfinense a jogar profissionalmente na Bolívia. 

## Seleção nacional
Bony foi selecionado para os planteis da Copa do Mundo de 2014 e três torneios da Copa das Nações Africanas, ajudando-os a vencer na edição de 2015.

## Títulos
Issia Wazi
- Copa da Costa do Marfim: 2006

Sparta Praha
- Campeonato Tcheco: 2009–10
- Supertaça Rep. Checa: 2010

Manchester City
- Copa da Liga Inglesa: 2015–16

Costa do Marfim
- Campeonato Africano das Nações: 2015

## Artilharia
- Eredivisie de 2012–13 (31 gols)